# The 5 Browns
Pour les articles homonymes, voir Brown.
The 5 Browns sont un ensemble de piano classique constitué d'une fratrie de deux frères et trois sœurs. Leur répertoire se compose des programmes préférés des salles de concerts comme Le Sacre du printemps d'Igor Stravinsky, la Rhapsody in Blue de George Gershwin, Dans l'antre du roi de la montagne d'Edvard Grieg et d'œuvres moins connues comme Edge of the World de Nico Muhly ou Reflections on Shenandoah de John Novacek. The 5 Browns jouent et enregistrent des pièces pour piano solo, deux pianos, cinq pianos et autres combinaisons.

## Présentation

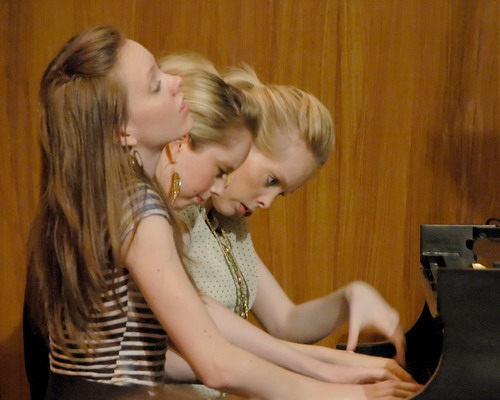
Les trois sœurs Browns jouent Sergueï Rachmaninov au studio Sparks de la CBC Radio.

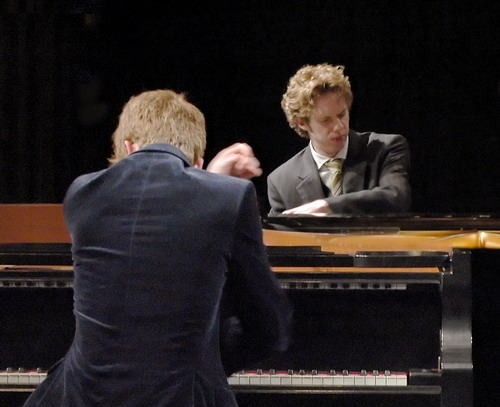
Les deux frères Browns au concert de gala de l'Ottawa Chamber Music Festival.

Dans l'ordre décroissant des âges, les Browns sont Desirae (née en 1979), Deondra (née en 1980), Gregory (né en 1982), Melody (née en 1984) et Ryan (né en 1986). Enfants de Keith and Lisa Brown, tous les cinq sont nés à Houston (Texas), où chacun commence des études de piano avec Yelena Kurinets à l'âge de trois ans. En 1991, la famille s'installe dans l'Utah. Les enfants sont scolarisés à la maison et suivent des cours privés avec Irene Peery-Fox.
De 2001 à 2006, les cinq enfants Browns fréquentent la Juilliard School de New York où ils étudient avec Yoheved Kaplinsky. Ils sont la première fratrie de cinq enfants à être inscrits simultanément. En février 2002, le magazine People les surnomme « Fab Five ». Dans le même temps, ils font la couverture d'Oprah et 60 Minutes. The 5 Browns ont enregistré trois CD, chacun no 1 du classement des albums classiques du magazine Billboard. Leurs concerts reçoivent des critiques élogieuses,,.
De 2004 à 2008, ils signent avec le label RCA Red Seal (plus tard absorbé dans Sony BMG Masterworks), mais pour la sortie en 2010 de leur The 5 Browns In Hollywood, ils signent avec E1 Music. The 5 Browns jouent sur des pianos Steinway.
Un concerto pour cinq piano, Edge of the World est commandé par The 5 Browns à Nico Muhly pour le Festival de Ravinia (en). La pièce est créée en 2011 avec l'Orchestre symphonique de Chicago sous la direction de James Conlon. Ils jouent également pour le défilé de l'automne 2009 du créateur Zac Posen lors de la semaine de la mode Mercedes-Benz de New York. The Wall Street Journal note : « Mr. Posen placed the five pianos in a line down the middle of the runway, where the 5 Browns pounded away at complex five-piano arrangements. The result was a show that didn't require any expensive backdrops and would have entertained even without the models. ».
L'enregistrement d'un concert en direct du Le Sacre du printemps d'Igor Stravinsky est produit par Adam Abeshouse en octobre 2013. The 5 Browns sont également présents pour la saison 2 à l'automne 2013 des séries Oprah: Where Are They Now? sur OWN: Oprah Winfrey Network.

## Discographie
- The 5 Browns (2005, RCA Red Seal)
- No Boundaries (en) (2006, RCA Red Seal)
- Browns In Blue (2007, Sony BMG Masterworks)
- 5 Stars: Favorites From The 5 Browns (2008, Sony Masterworks)
- The 5 Browns in Hollywood (2010, E1 Music)
- The Rite of Spring (October 1, 2013, Steinway and Sons)[13]